# یان اهلوست
یان اهلوست (انگلیسی: Jaan Ehlvest؛ زادهٔ ۱۴ اکتبر ۱۹۶۲) شطرنج‌باز اهل استونی-ایالات متحده آمریکا است.